# کونتروگرا
کونتروگرا (به ایتالیایی: Controguerra) یک کومونه در ایتالیا است که در استان تیرامو واقع شده‌است.

## خصوصیات
کونتروگرا ۲۲ کیلومترمربع مساحت و ۲٬۴۹۱ نفر جمعیت دارد و ۲۶۷ متر بالاتر از سطح دریا واقع شده‌است.

## خواهرخوانده
شهرهای Gmina Połczyn-Zdrój و تمپلین خواهرخوانده‌های کونتروگرا هستند.